# Maurice Scève

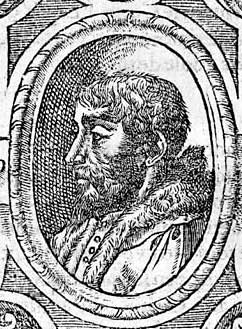
Maurice Scève

Maurice Scève (Lione, 1501 – 1564 circa) è stato un poeta francese, autore di Delie, object de plus haulte vertu.

## Biografia
Maurice Scève fu il capofila della «Scuola poetica di Lione», anche se in realtà non esiste nessun manifesto e pubblicazione che abbia esplicitato teorie poetiche fatte risalire né a lui né a un particolare gruppo di artisti. Cresciuto in una famiglia agiata della borghesia commerciale (il padre è juge-mage, luogotenente del siniscalco, il fratello Guillaume è un umanista rinomato), presto frequenta artisti e letterati: Clément Marot, Étienne Dolet, Charles de Sainte-Marthe e suo cugino Guillaume du Choul. La sua erudizione, il sicuro senso artistico e il prestigio acquisito a Lione lo designano a principale organizzatore dell'entrata solenne in città di re Enrico II, nel settembre del 1548. Non sembra tuttavia aver ricercato onori e prebende, se visse piuttosto appartato, non firmando quasi mai i suoi versi e, infine, negli anni sessanta, scomparendo senza lasciare traccia di sé.

### Un'ispirazione ricca e variegata
Maurice Scève ottenne rinomanza poetica nel concorso dei Blasons, i ritratti letterari lanciati da Marot nel 1535, grazie al suo «ritratto del sopracciglio». Umanista appassionato dell'antichità e dell'Italia, la sua opera si pone sotto l'influenza del platonismo e del petrarchismo – egli pretese, nel 1533, di aver individuato ad Avignone la tomba di Laura, l'ispiratrice del Canzoniere del Petrarca. Le sue fonti sono però diverse da quel che sembri: a parte Marot, già celebre e punto di riferimento costante, egli si richiama a tecniche di scrittura virtuosistica di ambito retorico, ai poeti del Dolce stil novo e a Dante, a loro volta eredi innovatori della poesia trovadorica. La sua poesia raccoglie anche motivi biblici: egli traduce diversi salmi e nell'ultima sua opera, Microcosme, riscrive la storia umana dal tempo della Creazione.

### Délie, oggetto della più alta virtù

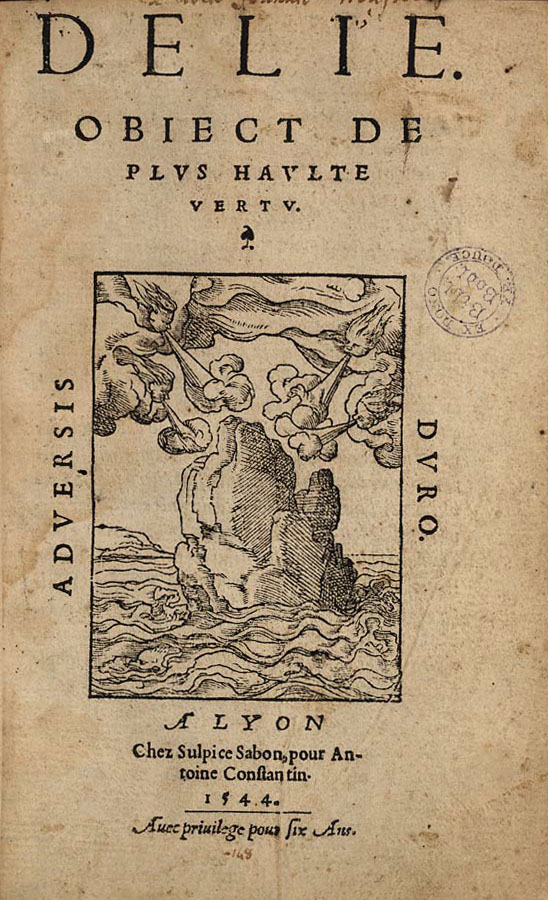
Délie, objet de plus haute vertu (1544)

Il suo capolavoro fu pubblicato nel 1544 quasi anonimamente, con le sue sole iniziali e un suo ritratto. Délie è dedicata a una donna amata d'un amore impossibile, forse identificata nella sua giovane allieva, Pernette du Guillet. È composta da 449 strofe di 10 versi decasillabi ciascuna, e ogni gruppo di 9 strofe è separato – nell'edizione a stampa – da 50 incisioni di soggetto mitologico o familiare contornate da un motto, che indica il tema trattato.
La scrittura di Scève, tra formule ellittiche, cultura dell'ambiguità e sfoggio d'erudizione, fu esaltata da pochi amatori della ricca invenzione - Thomas Sébillet e François Habert su tutti – e criticata dai più, ostili a tanto ermetismo, come Charles Fontaine e Jacques Peletier du Mans, i capofila della Pléiade del Cinquecento. Modernamente, quest'ermetismo tende a essere considerato, al contrario, l'espressione di «poesia pura» che avvicina Maurice Scève ai simbolisti e a Mallarmé. Tra questi due periodi, si situano il Classicismo con il suo gusto per la chiarezza, e il Romanticismo, con la sua espansione lirica, che fecero cadere nell'oblio l'opera dello Scève.